# Tjark Evers

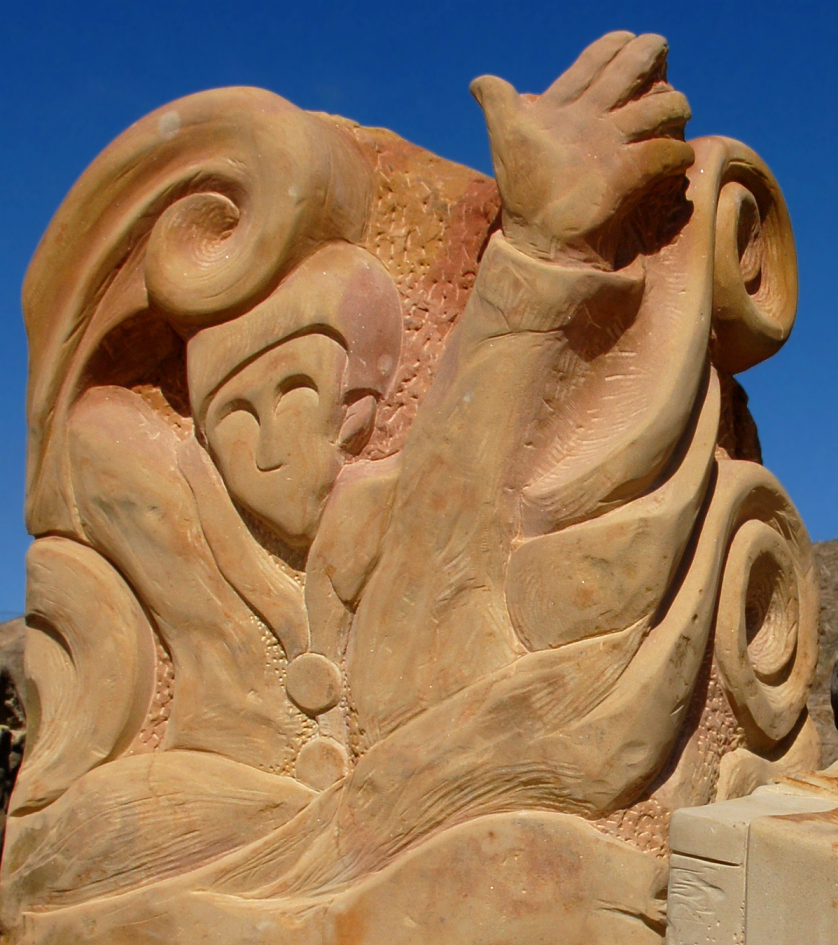
Bildnis von Tjark Evers auf einem Denkmal

Tjark Ulrich Honken Evers (* um 21. Dezember 1845 auf Baltrum; † 23. Dezember 1866 im Watt ertrunken zwischen Langeoog und Baltrum) war ein junger Seemann, der von der Nordseeinsel Baltrum stammte. Sein tragisches Ende machte ihn schon bald nach seinem Tod weit über die Grenzen Ostfrieslands hinaus zu einer Legende.

## Tod
Die Familie Evers war eng mit der Insel Baltrum verbunden. Honke Eilts Evers, Tjarks Vater, war Schiffer auf der Insel. Eilt Honken Evers, der Bruder von Tjark, wurde später Kapitän und Gemeinde- und Kirchenvorsteher auf Baltrum. Auch Tjark Evers fuhr zur See und besuchte in der ruhigeren Winterzeit die Navigationsschule in Timmel, um sich auf die Steuermannsprüfung vorzubereiten.

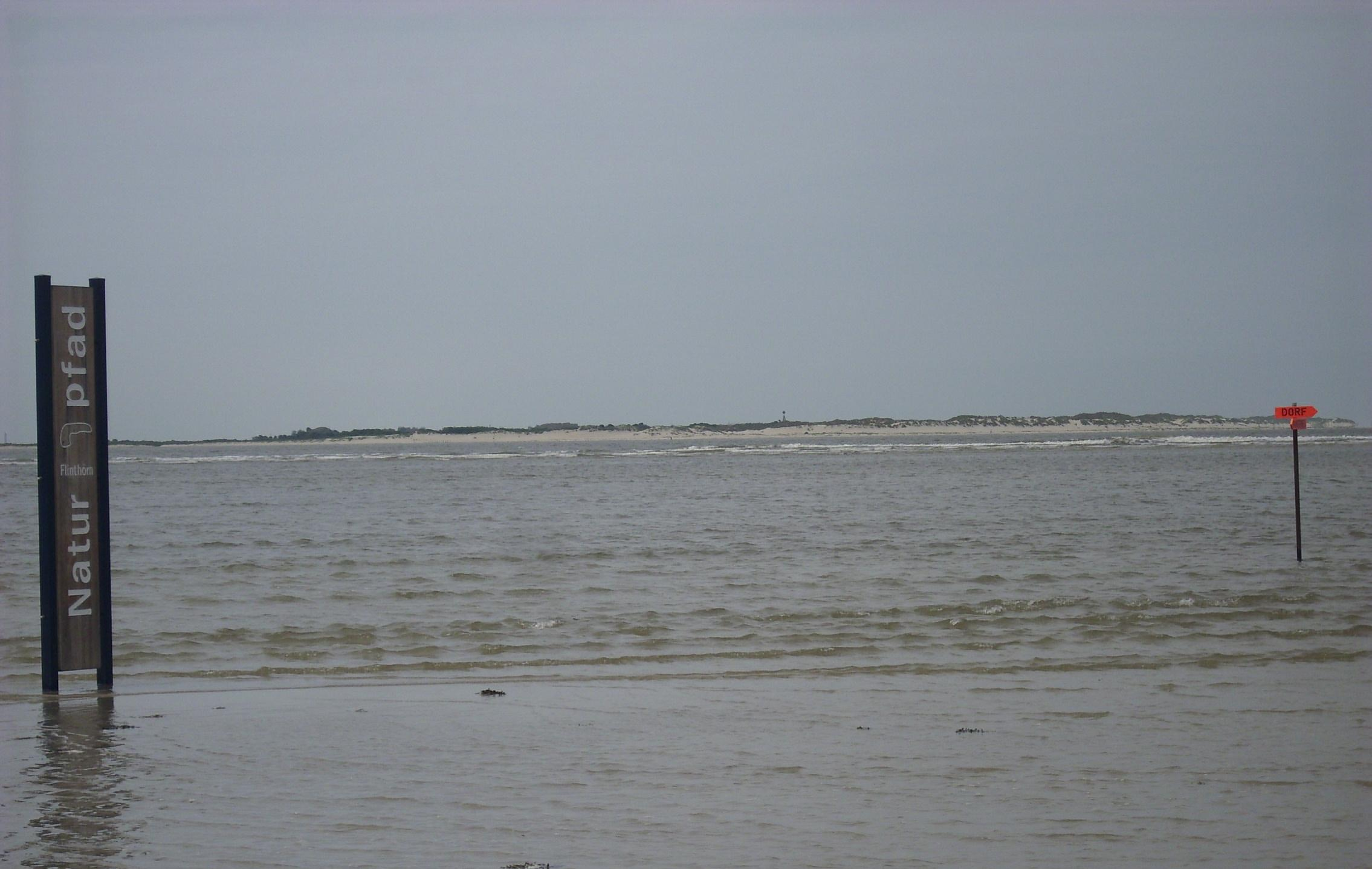
Blick auf Baltrum von Langeoog aus. Im Wattenmeer zwischen den Inseln starb Tjark Evers.

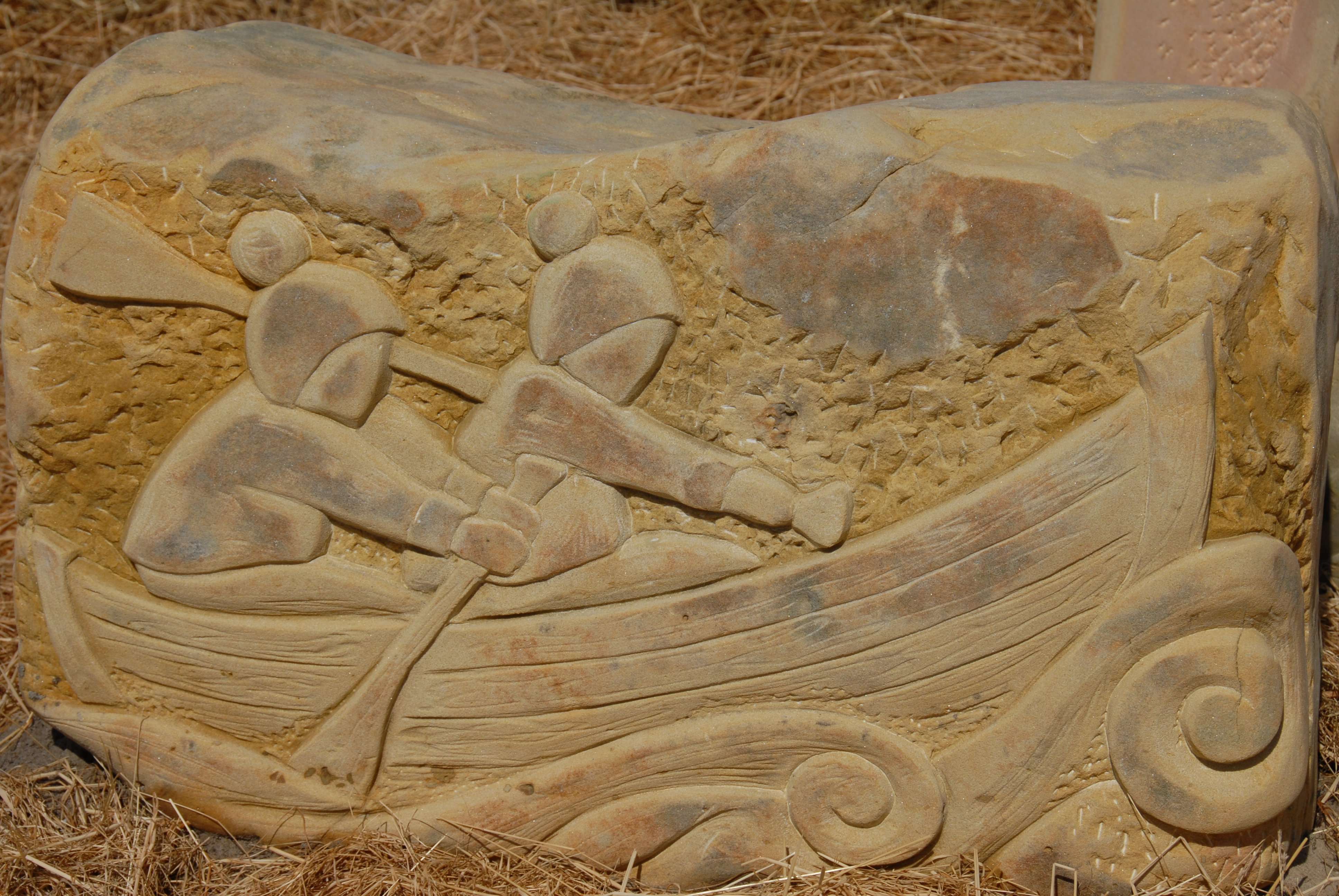
Die beiden Männer im Boot

Evers wollte zu Weihnachten seine Eltern unangekündigt auf Baltrum besuchen und bestieg am frühen Morgen des 23. Dezember 1866 in Westeraccumersiel gemeinsam mit einem Langeooger ein Boot. Die Bootsleute sollten die beiden auf ihre Inseln bringen. Es herrschte dicker Nebel. Die Bootsleute ruderten zunächst nach dem Langeooger Strand, wo sie den Mann aus Langeoog absetzten. Von da wollten sie zum Baltrumer Strand rudern. In der festen Meinung, diesen Strand erreicht zu haben, legte das Boot an und Evers stieg aus. Das Boot legte wieder ab und verschwand im Nebel. Da bemerkte Evers, dass er sich nicht auf Baltrum, sondern auf einer Plat befand, also einer Sandbank im Accumer Ee, die bei Flut im Meer versinkt. Da er erkannte, dass es für ihn keine Rettung vor dem Ertrinken geben würde, schrieb er einen Abschiedsbrief in sein Notizbuch. Er grüßte seine Eltern und Geschwister und schrieb seine Gedanken und Gebete in das Buch.

„Liebe Mutter! Gott tröste Dich, denn Dein Sohn ist nicht mehr. Ich stehe hier und bitte Gott um Vergebung meiner Sünden. Seid alle gegrüßt. Ich habe das Wasser jetzt bis an die Knie, ich muß gleich ertrinken, denn Hülfe ist nicht mehr da. Gott sei mir Sünder gnädig. Es ist 9 Uhr, Ihr geht gleich zur Kirche, bittet nur für mich Armen, dass Gott mir gnädig sei.
Liebe Eltern, Gebrüder und Schwestern, ich stehe hier auf einer Plat und muß ertrinken, ich bekomme euch nicht wieder zu sehen und ihr mich nicht. Gott erbarme sich über mich und tröste euch. Ich stecke dieses Buch in eine Sigarren Kiste. Gott gebe, daß Ihr die Zeilen von meiner Hand erhaltet. Ich grüße euch zum letzten Mal. Gott vergebe mir meine Sünden und nehme mich zu sich in sein Himmelreich. Amen.
An Schiffer H. E. Evers Baltrum
T U H Evers
Ich bin T. Evers von Baltrum.
Der Finder wird gebeten, dieses Buch meinen Eltern zuzuschicken an Cpt. H. E. Evers Insel Baltrum“

Evers legte das Notizbuch in eine Zigarrenkiste, die er als Geschenk mitgebracht hatte, und wickelte sie in ein Taschentuch. Die Zigarrenkiste wurde in Wangerooge angetrieben, wo sie am 3. Januar 1867 entdeckt wurde. Der Leichnam von Tjark Evers wurde nie gefunden. Belegt ist die Geschichte seines Todes auch durch einen Eintrag im Kirchenbuch der evangelisch-lutherischen Kirchengemeinde Baltrum sowie durch die von den besorgten Eltern im Januar 1867 in verschiedenen regionalen Tageszeitungen aufgegebenen Suchanzeigen.
Tod durch Ertrinken war in der damaligen Zeit in der Region keine Seltenheit, doch die außergewöhnlichen Umstände und der erhaltene Abschiedsbrief machen Evers’ Fall zu einer Besonderheit.

## Gedenken und Rezeption

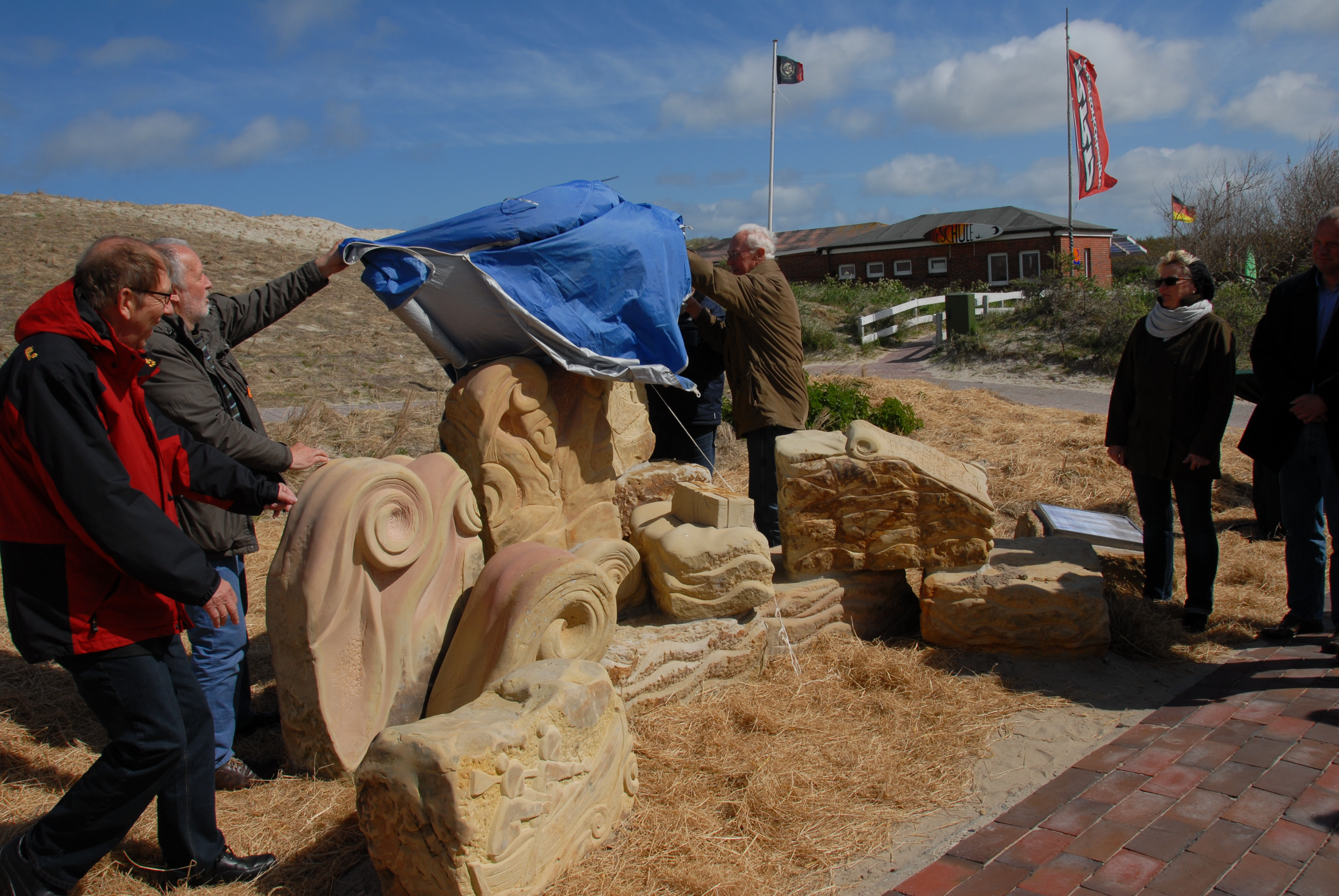
Enthüllung des Tjark-Evers-Denkmals (2015)

Kiste und Inhalt wurden über mehrere Generationen in der Familie Evers aufbewahrt, auch als die Familie nach Esens umzog. Später kamen die Erinnerungsstücke zunächst in das dortige Heimatmuseum, dann von 1998 bis 2002 in das Wattenmeerhaus in  Wilhelmshaven. Am 19. März 2002 übergab Horst Evers Buch und Zigarrenkiste an den Heimatverein Baltrum e.V. Die Exponate kamen zuerst in die Inselkammer im Nordseehaus und sind seit 2007 im Museum Altes Zollhaus ausgestellt. Am 13. Mai 2015 wurde auf Baltrum ein Denkmal für Tjark Evers enthüllt, das sogenannte Evers-Denkmal. Das Denkmal stammt von Bernd Clemenz-Weber.
2008 erschien der Kurzfilm Die Zigarrenkiste von Matthias Klimsa. 2013 griffen Astrid Dehe und Achim Engstler in der Novelle Auflaufend Wasser Evers’ Tod auf. Frühere literarische Verarbeitungen stammen aus den Jahren 1928 und 1935.
Die Mittelalter-Folk-Rock-Band Schandmaul veröffentlichte 2016 das Lied Tjark Evers, dessen Text auf dem Wortlaut des Abschiedsbriefes basiert. Dieses Lied wurde wiederum von der Bremer Folk-Band Versengold in einer plattdeutschen Version gecovert.